# Le Seigneur des anneaux (série de films)
Pour les articles homonymes, voir Le Seigneur des anneaux (homonymie).
 Pour plus de détails, voir Fiche technique et Distribution
Le Seigneur des anneaux est une trilogie cinématographique américano-néo-zélandaise de fantasy réalisée par Peter Jackson et fondée sur le roman du même nom en trois volumes de J. R. R. Tolkien. Les films composant cette trilogie sont La Communauté de l'anneau (2001), Les Deux Tours (2002) et Le Retour du roi (2003).
Ce projet est considéré comme l'un des plus ambitieux de l'histoire du cinéma, avec un budget de 285 millions de dollars. Il a commencé à être développé par Jackson en 1995 et s'est concrétisé avec le studio de production New Line Cinema après que Miramax Films l'a abandonné. Le projet entier dura huit ans, bien que le tournage des trois films se déroulât simultanément entre octobre 1999 et décembre 2000 et eût lieu entièrement en Nouvelle-Zélande. Une version longue de chaque film de la trilogie est sortie en DVD environ un an après leur sortie au cinéma. Bien que les films suivent l'histoire du roman d'une façon générale, ils omettent certains éléments et en ajoutent d'autres, déviant ainsi de leur source.
Se déroulant dans le monde fictif de la Terre du Milieu, les trois films suivent le hobbit Frodon Sacquet (Frodo Baggins en anglais, joué par Elijah Wood) alors que lui et les autres membres de la Communauté de l'Anneau s'engagent dans une quête pour détruire l'Anneau unique, et ainsi provoquer la chute de son créateur, Sauron. La Communauté finit par se diviser et Frodon poursuit sa quête seulement accompagné de son loyal compagnon Sam (Sean Astin) et de la fourbe créature nommée Gollum (Andy Serkis). Pendant ce temps, le magicien Gandalf (Ian McKellen) et Aragorn (Viggo Mortensen), héritier en exil du trône de Gondor, rallient les peuples libres de la Terre du Milieu, qui finissent par remporter la guerre de l'Anneau.
Les trois films ont été un grand succès commercial, rapportant au total presque trois milliards de dollars lors de leur sortie dans les salles. Ils ont généralement reçu des critiques très positives, et ont été fortement récompensés, remportant notamment dix-sept Oscars sur trente nominations. Le dernier film de la trilogie, Le Retour du roi, remporta les onze Oscars auxquels il était nommé, égalant Ben-Hur et Titanic pour le record du plus grand nombre d'Oscars reçus pour un film. La trilogie reçut de nombreux prix pour la distribution, pour les effets spéciaux et pour l'infographie,,. Les films ont également apporté un regain d'intérêt et une reconnaissance du grand public pour l'œuvre de Tolkien, malgré quelques controverses sur les différences entre les livres et leur adaptation.
Par la suite, après le succès de la trilogie, Peter Jackson décide de s'associer au studio Metro-Goldwyn Mayer en plus de la New Line afin d'adapter Le Hobbit au cinéma, entre 2012 et 2014.

## Développement du projet

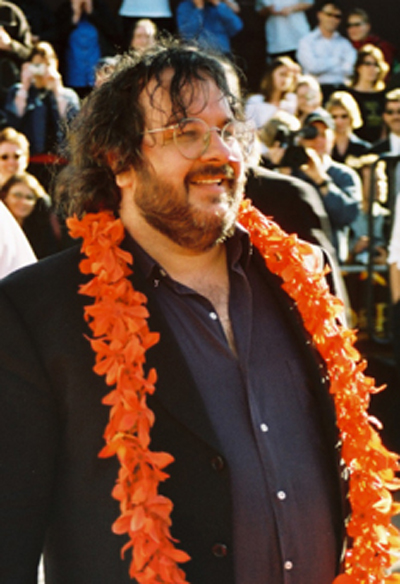
Peter Jackson.

Peter Jackson découvre Le Seigneur des anneaux, à l'âge de 17 ans, par le film d'animation éponyme réalisé par Ralph Bakshi et sorti en 1978. Ayant apprécié cette œuvre inachevée et voulant en savoir plus sur le sujet, il lit les romans de J. R. R. Tolkien pendant un voyage en train de douze heures de Wellington à Auckland, à dix-sept ans.
En 1995, Jackson, devenu réalisateur, finit le tournage de Fantômes contre fantômes et envisage comme nouveau projet l'adaptation du Seigneur des anneaux, se demandant pourquoi personne ne l'a fait depuis. Grâce aux progrès réalisés dans le domaine de l'infographie depuis Jurassic Park, il estime qu'un film de fantasy peut désormais avoir des effets spéciaux crédibles et, en octobre, avec sa compagne Fran Walsh et le soutien de Harvey Weinstein, président de Miramax Films, il commence à négocier avec Saul Zaentz, qui détient les droits d'adaptation des livres depuis le début des années 1970, partant sur la base de faire deux films adaptés du Seigneur des anneaux et un autre basé sur Bilbo le Hobbit. Mais des problèmes surviennent quand il s'avère que Zaentz n'a pas les droits de Bilbo, et Universal Pictures propose dans le même temps à Jackson de réaliser un remake de King Kong. En avril 1996, les négociations en sont au point mort et Jackson décide donc de faire d'abord son film sur King Kong, mais Universal annule le projet à la fin de l'année et Jackson revient donc sur Le Seigneur des anneaux, dont Miramax a désormais les droits. Jackson et Walsh présentent à Harvey et Bob Weinstein leur projet d'adaptation trois mois plus tard avec un premier film, The Fellowship of the Ring, s'achevant sur le départ de Gandalf et Pippin à Minas Tirith, et un second nommé The War of the Ring. Les deux frères producteurs donnent leur accord pour faire ces deux films avec un budget de 75 000 000 $.
Jackson et Walsh commencent alors à écrire le scénario avec l'aide de Stephen Sinclair et de sa compagne, Philippa Boyens, grande admiratrice des livres de Tolkien. Ce processus d'écriture des deux films leur prend un peu plus d'un an. Sinclair doit quitter le projet en raison d'autres obligations professionnelles et d'autres problèmes surgissent lorsque Miramax se rend compte que les films sont susceptibles de coûter le double du budget initial prévu. Les producteurs, qui ont déjà investi 15 000 000 $, décident de fusionner les deux films en un seul et, le 17 juin 1998, Bob Weinstein propose à Jackson de faire un seul film de deux heures, suggérant de supprimer les passages concernant Bree et la bataille du gouffre de Helm, ainsi que le personnage de Saroumane, de faire du Rohan et du Gondor le même pays, avec Éowyn comme sœur de Boromir, de raccourcir considérablement les passages à Fondcombe et dans la Moria, et que les Ents empêchent les Uruk-hai d'enlever Merry et Pippin. Bouleversé à l'idée de perdre la moitié de son projet, Jackson refuse et Harvey Weinstein lui laisse quatre semaines pour trouver un autre studio de production qui lui rachèterait les droits. Jackson fait le tour des producteurs d'Hollywood en leur présentant une vidéo de 35 minutes de son projet mais personne ne semble intéressé alors que l'échéance arrive à son terme. Il rencontre en dernier recours Mark Ordesky et Robert Shaye, de New Line Cinema, qui, après avoir vu la vidéo, lui demandent pourquoi il veut faire deux films alors qu'il y a trois livres et lui proposent de réaliser une trilogie.
Jackson, Walsh et Boyens se remettent au travail pour écrire trois nouveaux scripts, l'expansion du projet étant un surcroît de travail mais leur accordant en contrepartie une plus grande liberté pour développer l'histoire. Les trois scénaristes décident d'adopter une approche plus chronologique que celle des livres et de faire de la quête de Frodon l'élément central du scénario, l'intrigue autour d'Aragorn en étant l'élément secondaire. Le découpage des trois films n'est en conséquence pas exactement le même que celui des trois volumes du livre et les personnages et les événements qui ne contribuent pas à ces deux éléments, tels Tom Bombadil et le « nettoyage de la Comté » sont abandonnés. La caractérisation de nombreux personnages est altérée par rapport aux livres pour des raisons d'ordre dramatique et l'écriture du scénario continue d'évoluer pendant le tournage en raison des suggestions des acteurs concernant leurs personnages. Le changement le plus notable concerne le personnage d'Arwen, qui devait être à l'origine une guerrière plus impliquée dans les événements, et notamment dans la bataille du gouffre de Helm, avant que les scénaristes ne la fassent revenir à une image plus proche de celle du livre.

## Design

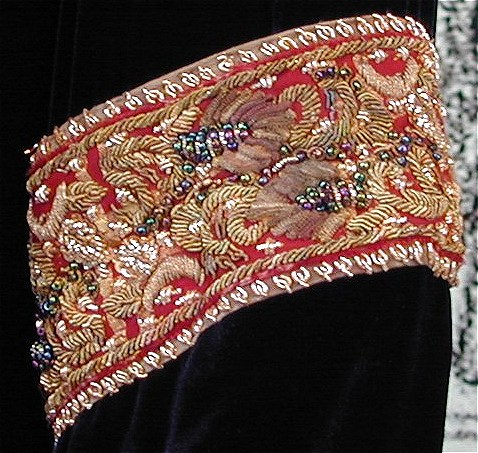
Broderies sur une manche d'une robe d'Arwen.

Peter Jackson commence à réaliser les storyboards avec Christian Rivers en août 1997 et compose une équipe chargée de recréer la Terre du Milieu à la même période. Il charge Richard Taylor, collaborateur de longue date et responsable de Weta Workshop, de s'occuper de l'aspect de cinq éléments majeurs : les armures, les armes, les prothèses de maquillage, les créatures et les maquettes. En novembre 1997, Alan Lee et John Howe, illustrateurs de nombreuses œuvres de Tolkien, rejoignent le projet. L'aspect visuel des films est largement inspiré de leurs illustrations. Le chef décorateur Grant Major est chargé de transformer les dessins de Lee et Howe en véritables décors, alors que Dan Hennah, le directeur artistique, organise les repérages des lieux de tournage et supervise les activités du département artistique.
Jackson demande à son équipe de mettre l'accent sur le réalisme dans le but de faire de la Terre du Milieu un monde qui soit crédible. Des éléments propres à chaque culture (Elfes, Nains, Hobbits, Gondor, Rohan) sont développés de façon que leur histoire se ressente à travers leurs différents styles et chaque accessoire du film est conçu par le département artistique, parfois à plusieurs échelles. La New Zealand Army aide à construire Hobbitebourg plusieurs mois avant le début du tournage afin que la végétation plantée spécialement ait le temps de pousser. Les créatures sont conçues dans le même esprit de souci du détail, par exemple les énormes ailes des créatures volantes des Nazgûl. Au total, 48 000 pièces d'armures, 500 arcs et 10 000 flèches sont créés par Weta Workshop. Ngila Dickson et son équipe de couturières confectionnent environ 19 000 costumes et leur donnent un aspect vieilli pour plus de réalisme.

## Tournage
Le tournage principal des trois films a lieu simultanément dans les studios de Wellington et Queenstown et différents sites naturels de Nouvelle-Zélande, dont certains accessibles seulement en hélicoptères, entre le 11 octobre 1999 et le 22 décembre 2000. Des pick-up, scènes supplémentaires rajoutées par la suite, sont tournés chaque année entre 2001 et 2004. Jusqu'à sept équipes différentes travaillent ainsi simultanément sur plus de 150 lieux de tournage au total. Peter Jackson supervise le travail de ces différentes équipes par satellite, en plus de l'équipe de tournage principale qu'il dirige et des réécritures constantes du scénario, et dort en moyenne quatre heures par nuit pendant le tournage. Le New Zealand Department of Conservation est par la suite critiqué pour avoir autorisé le tournage dans des parcs nationaux sans avoir étudié de façon précise son impact sur le milieu naturel et sans avoir averti le public. Le tournage de scènes de batailles dans le parc national de Tongariro nécessite ensuite un travail de restauration.

## Fiche technique
|                                  | Film                    | Film                    | Film                 |
| La Communauté de l'anneau (2001) | Les Deux Tours (2002)   | Le Retour du roi (2003) |                      |
| -------------------------------- | ----------------------- | ----------------------- | -------------------- |
| Réalisateur                      | Peter Jackson           | Peter Jackson           | Peter Jackson        |
| Scénaristes                      | Peter Jackson           | Peter Jackson           | Peter Jackson        |
| Scénaristes                      | Fran Walsh              |                         |                      |
| Scénaristes                      | Philippa Boyens         |                         |                      |
| Scénaristes                      | Stephen Sinclair        |                         |                      |
| Musique                          | Howard Shore            | Howard Shore            | Howard Shore         |
| Photographie                     | Andrew Lesnie           | Andrew Lesnie           | Andrew Lesnie        |
| Montage                          | John Gilbert            | Michael J. Horton       | Jamie Selkirk        |
| Durée                            | 178 minutes (2 h 58)    | 179 minutes (2 h 59)    | 201 minutes (3 h 21) |
| Durée des versions longues       | 228 minutes (3 h 48)    | 234 minutes (3 h 54)    | 262 minutes (4 h 22) |
| Sociétés de production           | New Line Cinema         | New Line Cinema         | New Line Cinema      |
| Sociétés de production           | WingNut Films           |                         |                      |
| Sociétés de production           | The Saul Zaentz Company |                         |                      |
| Sociétés de distribution         | New Line Cinema         | New Line Cinema         | New Line Cinema      |
| Sociétés de distribution         | Metropolitan Filmexport |                         |                      |

## Distribution
| Personnage             | Film                                          | Film                                   | Film                                        |
| Personnage             | La Communauté de l'anneau (2001)              | Les Deux Tours (2002)                  | Le Retour du roi (2003)                     |
| ---------------------- | --------------------------------------------- | -------------------------------------- | ------------------------------------------- |
| Frodon Sacquet         | Elijah Wood                                   | Elijah Wood                            | Elijah Wood                                 |
| Gandalf                | Ian McKellen                                  | Ian McKellen                           | Ian McKellen                                |
| Samsagace Gamegie      | Sean Astin                                    | Sean Astin                             | Sean Astin                                  |
| Peregrin Touque        | Billy Boyd                                    | Billy Boyd                             | Billy Boyd                                  |
| Meriadoc Brandebouc    | Dominic Monaghan                              | Dominic Monaghan                       | Dominic Monaghan                            |
| Aragorn                | Viggo Mortensen                               | Viggo Mortensen                        | Viggo Mortensen                             |
| Boromir                | Sean Bean                                     | Sean Bean (version longue uniquement)  | Sean Bean (version longue uniquement)       |
| Legolas                | Orlando Bloom                                 | Orlando Bloom                          | Orlando Bloom                               |
| Gimli                  | John Rhys-Davies                              | John Rhys-Davies                       | John Rhys-Davies                            |
| La Comté / Bree        |                                               |                                        |                                             |
| Bilbon Sacquet         | Ian Holm                                      |                                        | Ian Holm                                    |
| Rosie Cotton           | Sarah McLeod                                  |                                        | Sarah McLeod                                |
| Prosper Poiredebeurré  | David Weatherley                              |                                        |                                             |
| Fondcombe / Lothlórien |                                               |                                        |                                             |
| Galadriel              | Cate Blanchett                                | Cate Blanchett                         | Cate Blanchett                              |
| Elrond                 | Hugo Weaving                                  | Hugo Weaving                           | Hugo Weaving                                |
| Arwen                  | Liv Tyler                                     | Liv Tyler                              | Liv Tyler                                   |
| Celeborn               | Marton Csokas                                 |                                        | Marton Csokas                               |
| Haldir                 | Craig Parker                                  | Craig Parker                           |                                             |
| Rohan / Gondor         |                                               |                                        |                                             |
| Denethor               |                                               | John Noble (version longue uniquement) | John Noble                                  |
| Faramir                |                                               | David Wenham                           | David Wenham                                |
| Éowyn                  |                                               | Miranda Otto                           | Miranda Otto                                |
| Theoden                |                                               | Bernard Hill                           | Bernard Hill                                |
| Éomer                  |                                               | Karl Urban                             | Karl Urban                                  |
| Gamelin                |                                               | Bruce Hopkins                          | Bruce Hopkins                               |
| Háma                   |                                               | John Leigh                             |                                             |
| Sylvebarbe             |                                               | John Rhys-Davies (voix)                | John Rhys-Davies (voix)                     |
| Isengard / Mordor      |                                               |                                        |                                             |
| Gollum                 |                                               | Andy Serkis                            | Andy Serkis                                 |
| Saroumane              | Christopher Lee                               | Christopher Lee                        | Christopher Lee (version longue uniquement) |
| Gríma                  |                                               | Brad Dourif                            | Brad Dourif (version longue uniquement)     |
| Sauron                 | Sala Baker                                    |                                        | Sala Baker                                  |
| Roi-Sorcier d'Angmar   | Shane Rangi Brent McIntyre Andy Serkis (voix) |                                        | Lawrence Makoare Andy Serkis (voix)         |
| Lurtz                  | Lawrence Makoare                              |                                        |                                             |

### Personnages inventés pour les films
- Éothain, joué par Sam Comery[23], est un jeune garçon du Rohan, frère de Freda. Sa sœur et lui sont envoyés par leur mère Morwen prévenir le roi Théoden de l'arrivée des Dunlendings. Ils retrouvent leur mère juste avant la bataille de Fort-le-Cor. Un personnage des livres est nommé Éothain.
- Freda, jouée par Olivia Tennet[23], est une jeune fille du Rohan, sœur d'Éothain, qui l'accompagne prévenir Théoden de l'arrivée des Dunlendings.
- Haleth, joué par Calum Gittins[23], est un des enfants qui combattent à la bataille de Fort-le-Cor. Plusieurs personnages de Tolkien portent ce nom.
- Irolas, joué par Ian Hughes[23], est un Gondorien, officier de Minas Tirith. Il devait au départ jouer le rôle de Beregond, mais son importance a été tellement réduite qu'il a été jugé préférable de lui donner un nom différent[23].
- Lurtz, joué par Lawrence Makoare[23], est un Uruk. Son nom n'est pas attesté dans l'œuvre de Tolkien et n'est jamais prononcé dans le film ; il n'apparaît que dans les crédits de La Communauté de l'anneau. Lurtz est le premier Uruk-hai de Saroumane à être créé, et il est à la tête des Uruks envoyés contre la Communauté de l'Anneau à Amon Hen. Il tue Boromir, puis se fait tuer à son tour par Aragorn. Dans le livre, c'est Uglúk qui mène les Uruk-hai qui s'en prennent à la Communauté de l'Anneau, et Boromir est tué par un ou des Orques anonymes (il est décrit comme étant « mort transpercé par de nombreuses flèches »). Le personnage permettait pour les scénaristes de personnifier la menace Uruk et donner un méchant spécifique au film : en effet, contrairement aux Deux Tours et au Retour du Roi, où Saroumane et Sauron jouent le rôle d'adversaires principaux, La Communauté de l'Anneau n'en avait pas ; Lurtz permettait d'avoir un adversaire à vaincre à la fin du film. Lurtz est également un des « héros » de l'Isengard dans le jeu PC La Bataille pour la Terre du Milieu.
- Madril, joué par John Bach[23], est un des Rôdeurs d'Ithilien, plus exactement l'aide de camp de Faramir.
- Morwen, jouée par Robyn Malcolm[23], est la mère d'Éothain et Freda. Par amour pour ses enfants, au lieu de les accompagner, elle les envoie tout seuls jusqu'à Edoras, puis les retrouve plus tard au Gouffre de Helm. Plusieurs personnages de Tolkien portent ce nom.
- Sharku, joué par Jed Brophy[23], est un des capitaines orque de Saroumane. Dans le livre, ce nom est donné à Saroumane par ses serviteurs orques et humains en Isengard, puis dans la Comté (sous la forme Sharcoux, Sharkey en anglais).

## Post-production
La post-production de chaque film (effets spéciaux, composition de la musique, enregistrement des voix, tournage de scènes complémentaires…) dure près d'une année, ce qui explique le délai entre la sortie de chaque film. Le tournage des scènes de combat a nécessité le développement d'un nouveau logiciel, Massive, par la firme des effets spéciaux de Peter Jackson, Weta Digital. Ce logiciel permet de donner un comportement réaliste à chacun des 100 000 personnages de synthèse apparaissant dans des scènes de foule ou de bataille. Perfectionné dans le dernier opus, il confère un réalisme accru à des chevaux de synthèse et autorise des cascades virtuelles irréalisables autrement. Le personnage de Gollum, entièrement réalisé en images de synthèse d'après les captures de mouvements de l'acteur Andy Serkis, révolutionne la notion d'acteur virtuel.

### Effets spéciaux
Les trois films utilisent des trucages et des effets spéciaux numériques novateurs. Le premier film compte près de 540 effets, le deuxième 799, et le troisième 1488 (2730 en tout). Avec les versions longues, les films en comprennent 3420. Deux cent soixante personnes ont travaillé sur les effets spéciaux de la trilogie, le nombre doublant pour Les Deux Tours. L'équipe, menée par Jim Rygiel et Randy Cook, a longuement travaillé, y compris la nuit, pour produire les effets spéciaux dans un court laps de temps. Par exemple, ils ont produit plusieurs enregistrements majeurs du gouffre de Helm pendant les six dernières semaines de post-production des Deux Tours, et le même nombre pendant les six dernières semaines du Retour du roi. Bien que Weta Workshop soit la principale force stylistique derrière les films, une unique scène où Arwen affronte les Cavaliers Noirs dans La Communauté de l'anneau a été faite par Digital Domain.
La production a été compliquée par l'utilisation d'échelle double, et a imposé la perspective à un niveau jamais vu précédemment dans l'industrie cinématographique. Elijah Wood mesure 1,68 m dans la réalité, mais son personnage de Frodon Sacquet seulement 1,06 m. Des maquettes à petite et grande échelle ont été utilisées dans certaines scènes, tandis que certains décors, notamment Cul-de-Sac à Hobbitebourg, ont été construits à deux échelles différentes, pour que les personnages semblent avoir la bonne taille. À un moment du film, Frodon est suivi par Gandalf dans un couloir de Cul-de-Sac. Elijah Wood et Ian McKellen ont été filmés dans deux versions différentes du même couloir, construits à deux échelles différentes, les deux enregistrements étant ensuite superposés pour que les deux personnages apparaissent en même temps dans le même couloir.
La perspective forcée a aussi été employée pour les moments où les Hobbits interagissent avec des Hommes et des Elfes, plus grands. À la surprise de l'équipe, le simple fait de s'agenouiller a souvent suffi à donner l'effet désiré. Quelques acteurs ont également porté des costumes sur-dimensionnés pour avoir l'air plus grands que d'autres et des doublures de petite taille, portant parfois des masques en latex pour ressembler aux acteurs, ont été utilisées sur les plans larges ou de dos,.
Dans le monde de la Terre du Milieu, les Hobbits mesurent environ 1,10 m, tandis que les Nains sont plus grands, environ 1,40 m, et que les Hommes et les Elfes ont une taille humaine normale. Cependant, les films utilisent seulement deux échelles et non trois : la différence est compensée par le choix d'acteurs plus grands pour jouer les Nains, et en combinant Nains et Hobbits sur un même plan. Par exemple, John Rhys-Davies, qui interprète Gimli, est plus grand qu'Elijah Wood, qui joue Frodon. Ainsi à la fin de la scène du conseil d'Elrond, quand les neuf membres de la Communauté de l'anneau sont debout ensemble, Rhys-Davies et les quatre acteurs hobbits ont été filmés en une seule fois, alors que les personnages de taille humaine (Gandalf, Aragorn, Boromir, Legolas) ont été filmés dans un second temps, les deux enregistrements étant ensuite combinés pour donner une seule image, dans laquelle les hobbits semblent plus petits que le Nain. L'avantage est que les scènes ne comprenant que des Nains et des Hobbits ne nécessitaient pas l'emploi d'un double décor. Par exemple, lorsqu'ils entrent en Lothlórien pour la première fois et que Gimli parle à Frodon, la scène n'a pas nécessité l'emploi de double échelle, car Rhys-Davies a naturellement la bonne taille par rapport aux acteurs jouant les Hobbits. Dans les scènes où Gimli se trouve en présence d'Hommes, c'est l'acteur Brett Beattie qui double John Rhys-Davies. Le nombre de scènes jouées par Beattie est, d’après certains documentaires, plus important que le nombre de celles jouées par Rhys-Davies.
Weta Workshop a inventé le terme de « bigature » pour parler des 72 grandes maquettes fabriquées pour les films, par allusion à leur taille extrême. Ces miniatures comprennent une échelle au 1:4 du gouffre de Helm, qui avec celles de Khazad-dûm et Osgiliath, a été l'une des premières construites. La plupart des maquettes ont été construites pour se combiner avec les décors et les peintures. C'est le cas par exemple de l'Argonath, de Minas Tirith, de la tour et des cavernes d'Isengard, de Barad-dûr, des arbres de Lothlórien, de la forêt de Fangorn et de la Porte Noire. Alex Funke a dirigé les gréements des caméras de motion control, et John Baster et Mary Maclahlan ont dirigé la construction des maquettes. L'équipe responsable des maquettes est celle qui a le plus travaillé parmi toutes les équipes responsables des effets spéciaux : plus de mille jours. Ils ont organisé des fêtes pour célébrer les dates repères, comme pour célébrer le 666e jour de travail. Leur dernier enregistrement a été un de la Porte Noire, pour le troisième film, en novembre 2003.
Les créatures comme les Trolls, le Balrog, les Ents, les montures des Nazgûl, les Wargs, les mûmakil et Arachne ont été entièrement conçues par ordinateur. Les concepteurs ont passé des mois à les créer et à les modifier avant que les versions finales ne soient sculptées dans des maquettes hautes de 1,50 m et que ces dernières ne soient scannées. Les animateurs ont truqué les squelettes et les muscles avant l'animation et finalement, se sont appuyés sur les scans colorés et détaillés des maquettes peintes. Sylvebarbe possède un visage numérique incrusté sur l'animatronique original, dont le scan a servi de modèle pour la version numérique qui apparaît dans le film.

### Musique
Howard Shore a composé, orchestré et produit la musique de la trilogie. Il a été engagé en août 2000  et a visualisé le montage des premier et troisième films.
Dans sa musique, Shore a inclus de nombreux leitmotivs pour représenter les différents personnages, les cultures et les lieux. Par exemple, il y a des leitmotivs pour les Hobbits ainsi que pour la Comté. Bien que la musique du premier film fut en grande partie enregistrée à Wellington, la quasi-totalité de la trilogie a été enregistrée à Watford Town Hall et mixée aux studios Abbey Road. Jackson avait prévu de rester six semaines par film à Londres pour conseiller quant à la musique, mais il dut rester douze semaines pour la musique du film Les Deux Tours.
La musique est principalement interprétée par l'orchestre philharmonique de Londres, et de nombreux artistes tels qu'Enya, Renée Fleming, James Galway, Annie Lennox et Emiliana Torrini y ont contribué. Même les acteurs Billy Boyd, Viggo Mortensen, Liv Tyler, Miranda Otto (dans les versions longues pour ces deux dernières), et Peter Jackson ont contribué à cette interprétation. Fran Walsh et Philippa Boyens ont aussi écrit les paroles de différentes chansons, que David Salo a traduites dans les langues créées par Tolkien. La chanson de la fin du troisième film, Into the West, est un hommage à un jeune cinéaste nommé Cameron Duncan avec qui Jackson et Walsh étaient liés d'amitié, qui est mort du cancer en 2003 à l'âge de 17 ans.
Shore a composé un thème principal pour la Communauté de l'Anneau plutôt que de nombreux thèmes pour les différents personnages, et ses forces et faiblesses sont représentées par des variations de l'orchestration, à différents moments de la trilogie. En plus de cela, des thèmes individuels ont été composés pour représenter les différentes cultures. La musique originale des versions longues des trois films, appelée The Complete Recordings, est disponible sur dix disques (respectivement trois, trois et quatre pour chacun des films).

## Sortie et accueil
La sortie de cette trilogie est répartie sur trois années consécutives et synchronisée, au jour près, durant les fêtes de Noël, dans les salles du monde entier. Pour les sorties DVD, un concept original est mis en place : chaque film paraît d'abord dans sa « version cinéma » (agrémentée d'un disque de bonus) avant de faire l'objet, quelques mois plus tard, d'une « version longue » (comportant des séquences inédites et deux disques de bonus avec commentaires audio, portée ultérieurement sur disques Blu-ray) et d'une « version collector » (reprenant la version longue et en y incluant une statuette représentative du film). Les éléments nouveaux s'insèrent dans la continuité de l'histoire et relèvent du même niveau de qualité, exigeant un travail colossal tant des responsables des effets spéciaux des nouvelles séquences que du monteur et du compositeur Howard Shore, qui a dû compléter et réorchestrer une grande partie de sa partition originale. Peter Jackson a obtenu de New Line que la première mondiale du troisième épisode ait lieu dans la capitale de son pays Wellington.

### Box-office
| Pays             | La Communauté de l'anneau, | Les Deux Tours, | Le Retour du roi, |
| ---------------- | -------------------------- | --------------- | ----------------- |
| Box-office Monde | 868 385 360 $              | 936 689 735 $   | 1 140 682 011 $   |
| Entrées France   | 6 951 441                  | 7 070 194       | 7 393 904         |
| Entrées Belgique | 541 274                    | 664 070         | 761 891           |
| Entrées Québec   | 1 528 814                  | 1 355 269       | 1 407 929         |
| Entrées Suisse   | 903 015                    | 901 053         | 918 689           |

### Accueil critique
| Films                     | Rotten Tomatoes      | Metacritic        |
| ------------------------- | -------------------- | ----------------- |
| La Communauté de l'anneau | 92 % (236 critiques) | 92/100 (34 avis)  |
| Les Deux Tours            | 95 % (258 critiques) | 87/100 (39 avis)  |
| Le Retour du roi          | 94 % (280 critiques) | 94/100 (41 avis)  |
| Note moyenne              | 94 % (774 critiques) | 91/100 (114 avis) |

## Récompenses
Les trois films ont reçu dix-sept Oscars, sur trente nominations, en tout :
- 2001 – La Communauté de l'anneau : Meilleure photographie, Meilleurs effets visuels, Meilleure musique, Meilleur maquillage
- 2002 – Les Deux Tours : Meilleur montage sonore, Meilleurs effets visuels
- 2003 – Le Retour du roi : Meilleur film, Meilleur réalisateur, Meilleurs décors, Meilleurs costumes, Meilleur montage, Meilleure chanson originale, Meilleur scénario adapté, Meilleure musique, Meilleur maquillage, Meilleurs effets visuels, Meilleur montage sonore

Les 11 Oscars reçus le 29 février 2004 peuvent être considérés comme des récompenses pour l'ensemble des trois films.[réf. nécessaire] Le Seigneur des anneaux : Le Retour du roi fait partie des films qui ont reçu le plus d'Oscars lors d'une même cérémonie, à égalité avec les films Ben Hur (1959) et Titanic (1997).
Chacun des trois films a également remporté le prix Hugo du meilleur film et le Saturn Award du meilleur film fantastique. La Communauté de l'anneau et Le Retour du roi ont remporté le British Academy Film Award du meilleur film et Le Retour du roi le Golden Globe du meilleur film dramatique.

## Postérité

### Tourisme en Nouvelle-Zélande

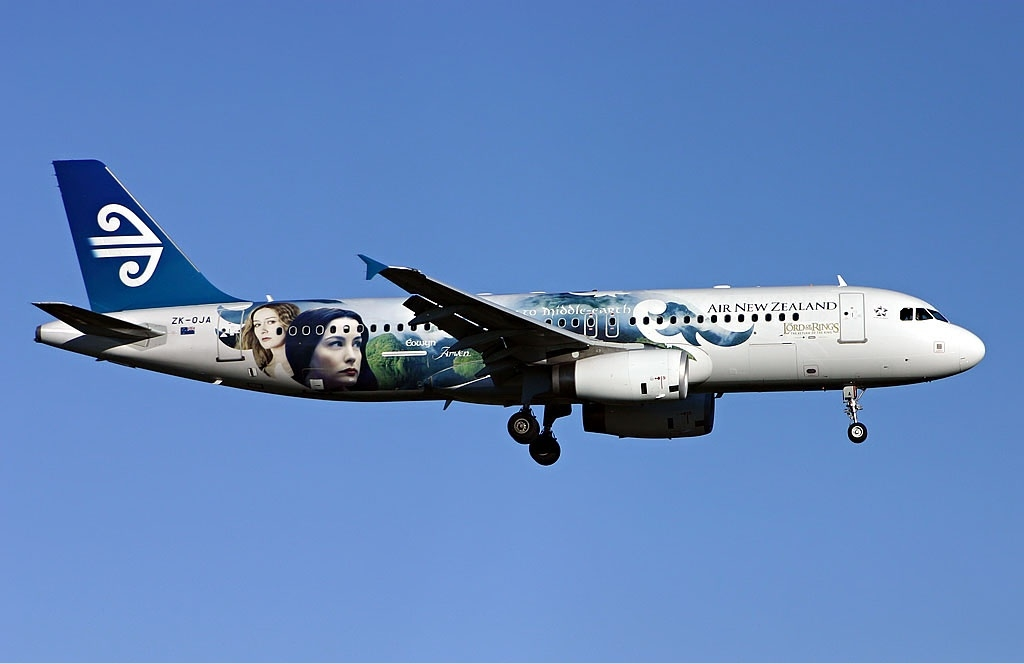
Un avion de ligne d'Air New Zealand décoré à l'effigie de personnages du Seigneur des anneaux.

Le nombre de touristes ayant visité la Nouvelle-Zélande est passé de 1 700 000 à 2 400 000 visiteurs de 2000 à 2005, une augmentation de 40 % qui peut être attribuée pour une part importante au tournage du Seigneur des anneaux dans ce pays et à la notoriété que cela lui a apporté. Pour le responsable du tourisme néo-zélandais en Amérique du Nord, le film s'est révélé être « la meilleure publicité gratuite que la Nouvelle-Zélande ait jamais eue » même si cette qualification est exagérée puisque le gouvernement néo-zélandais a subventionné la trilogie à hauteur de 150 000 000 $.
En réponse à la demande des touristes, aussi importante qu'inattendue, de visiter les lieux de tournage des films, plusieurs tour-opérateurs ont rapidement mis en place des circuits touristiques entièrement consacrés à cette activité, notamment à partir de Wellington et de Christchurch,.

### Réactions de la famille Tolkien
Les droits cinématographiques du Seigneur des Anneaux et du Hobbit ont été vendus par J. R. R. Tolkien en 1969. Christopher Tolkien, fils de l'écrivain qui dirige le Tolkien Estate, a malgré cela fait part de sa désapprobation quant à l'adaptation de ces deux œuvres et de sa volonté de ne pas vendre les droits cinématographiques des autres œuvres de son père. En outre, le Tolkien Trust a poursuivi New Line Cinema, estimant que les sommes qui leur avaient été versées étaient trop peu élevées en rapport des profits dégagés par les films. Cette action en justice ayant pour conséquence de retarder la production du Hobbit, un accord a été trouvé entre les parties en 2009 pour une compensation financière d'un montant qui n'a pas été dévoilé. Simon Tolkien, le fils de Christopher, a pour sa part publiquement exprimé son soutien aux films, ce qui a causé une brouille avec son père et son éviction du conseil d'administration du Tolkien Estate.